# Radek Šelicha
Radek Šelicha (* 12. září 1975, Mělník) je bývalý český fotbalista, záložník.

## Fotbalová kariéra
Hrál za FK Chmel Blšany, FK Teplice, FK Ústí nad Labem, FK Kaučuk Kralupy, SK Spolana Neratovice, FC Viktoria Plzeň, FK Chmel Blšany, SK Kladno a ZFC Meuselwitz. V české lize nastoupil ve 158 utkáních a dal 19 gólů. Ofenzivně laděný, střelecky disponovaný, rychlý a pohyblivý záložník.